# The White Light of Publicity
The White Light of Publicity è un cortometraggio muto del 1915 diretto da Lloyd B. Carleton. Da un soggetto di Charles Belmont Davis, il film, prodotto dalla Selig Polyscope Company, aveva come interpreti Edward J. Peil, Bessie Eyton, Cecil Holland, Betty Nathan.

## Trama
Clyde Maury, ricco scapolo, dopo aver letto sul giornale che l'attrice Violet Lonsdale ha tentato il suicidio a causa di uno sconosciuto, decide di lasciare la città, ma viene seguito e spiato da Billy Hardie, un addetto stampa, e dalla giornalista Grace Reeves. Al Seaside Inn, dove si è recato, Maury conosce Grace e le dice che mai una delle sue azioni può avere causato l'avventato gesto dell'attrice. Grace allora gli confessa di essere una giornalista che dovrebbe assicurarsi con lui un'intervista esclusiva. La giovane donna si dimette dal giornale perché non vuole usare il materiale che ha raccolto contro di lui. Poi gli rivela che il caso dell'attrice è stato montato ad arte dall'addetto stampa in cerca di facile pubblicità per la Londsale. La relazione tra Maury e Grace sembra avviarsi verso una storia d'amore.

## Produzione
Il film fu prodotto dalla Selig Polyscope Company.

## Distribuzione
Distribuito dalla General Film Company, il film - un cortometraggio in una bobina - uscì nelle sale cinematografiche statunitensi il 13 novembre 1915.